# Пак Со Джун
Пак Со Джун (кор. 박서준, 朴敘俊, нар. 16 грудня 1988, Сеул, Республіка Корея) — південнокорейський актор найбільш відомий ролями у популярних драматичних телесеріалах як «Хваран» та «Боротьба за свій шлях».

## Біографія
Народився 16 грудня 1988 року у столиці Південної Кореї місті Сеул. Свою акторську кар'єру розпочав у 2011 році зі зйомок у кліпах та другорядних ролей у серіалах. Зростання популярності пов'язане з ролями у серіалі «Вбий мене, Зціли мене» та трилері «Хроніки зла». Першу головну роль отримав у молодіжному історичному серіалі «Хваран: Молоді поети воїни» 2016 року, де вдало виконав роль воїна-хварана. У наступному році зіграв головну роль у серіалі «Боротьба за свій шлях» за що отримав численні нагороди. Після ролі у серіалі «Щось не так з секретарем Кім» 2018 року, у корейські пресі отримав прізвисько «Майстер романтичної комедії».

## Фільмографія

### Телевізійні серіали
| Рік       | Назва                             | Роль                              | Мережа   |
| --------- | --------------------------------- | --------------------------------- | -------- |
| 2012      | «Одержимі мрією 2»                | Сі У                              | KBS2     |
| 2012      | «Родина»                          | Ча Со Чжун                        | KBS2     |
| 2013      | «Горщики золота»                  | Пак Хьон Те                       | MBC      |
| 2013      | Фестивальна драма «Спляча відьма» | Кім Хім Чан                       | MBC      |
| 2013      | «Єдине тепле слово»               | Сон Мін Су                        | SBS      |
| 2014      | «Відьомська любов»                | Юн Дон Ха                         | tvN      |
| 2014      | «Мама»                            | дорослий Хан Гиру (камео)         | MBC      |
| 2015      | «Вбий мене, Зціли мене»           | О Рі Он                           | MBC      |
| 2015      | «Вона була гарненька»             | Чі Сан Чжун                       | MBC      |
| 2016–2017 | «Хваран: Молоді поети воїни»      | Му Мьон / Кім Сон У               | KBS2     |
| 2017      | «Боротьба за свій шлях»           | Ко Дон Ман                        | KBS2     |
| 2018      | «Що не так з секретарем Кім»      | Лі Йон Джун                       | tvN      |
| 2020      | «Ітевон Клас»                     | Пак Се Рой                        | JTBC     |
| 2020      | «Записки юності»                  | Сон Мін Су (камео, 9 та 10 серії) | tvN      |
| 2023      | «Кьонсонська істота» (вебсеріал)  | Чан Те Сан                        | Нетфлікс |

### Фільми
| Рік          | Назва              | Роль             |
| ------------ | ------------------ | ---------------- |
| 2011         | «Ідеальна гра»     | Чхіль Гу         |
| 2015         | «Хроніки зла»      | Ча Дон Чже       |
| 2015         | «Внутрішня краса»  | У Чжін (камео)   |
| 2017         | «Бігуни опівночі»  | Пак Кі Чжун      |
| 2018         | «Бути з тобою»     | Чі Хо (камео)    |
| 2019         | «Божественна лють» | Йон Ху           |
| 2019         | «Паразити»         | викладач (камео) |
| 2023         | «Мрія»             | Юн Хон Де        |
| 2023         | «Марвели»          | Принц Ян         |
| В очікуванні | «Бетонна утопія»   | Мін Сон          |

## Нагороди
| Рік  | Нагорода                                                | Категорія                                                      | Робота                                               | Результат | Прим.  |
| ---- | ------------------------------------------------------- | -------------------------------------------------------------- | ---------------------------------------------------- | --------- | ------ |
| 2013 | 6-та Премія корейської драми                            | Кращий новий актор                                             | «Горщики золота»                                     | Перемога  | [ 3 ]  |
| 2013 | 2-а Премія «Зірок МААТР»                                | Кращий новий актор                                             | «Горщики золота»                                     | Номінація |        |
| 2013 | 32-а Премія MBC драма                                   | Кращий новий актор                                             | «Горщики золота»                                     | Номінація |        |
| 2014 | 50-та Премія мистецтв Пексан                            | Кращий новий актор телебачення                                 | «Єдине тепле слово»                                  | Номінація |        |
| 2014 | 7-а Премія «Herald Donga Lifestyle»                     | Кращий стиль року                                              |                                                      | Перемога  | [ 4 ]  |
| 2014 | 22-га Премія SBS драма                                  | Нова зірка                                                     | «Єдине тепле слово»                                  | Перемога  | [ 5 ]  |
| 2015 | 52-а Премія «Grand Bell»                                | Кращий новий актор                                             | «Хроніки зла»                                        | Номінація |        |
| 2015 | 36-та Кінопремія Блакитний дракон                       | Кращий новий актор                                             | «Хроніки зла»                                        | Номінація |        |
| 2015 | 36-та Кінопремія Блакитний дракон                       | Популярна зірка                                                | «Хроніки зла»                                        | Перемога  | [ 6 ]  |
| 2015 | 4-та Премія «Зірок МААТР»                               | Нагорода за високу майстерність (актор мінісеріалу)            | «Вбий мене, Зціли мене», «Вона була гарненька»       | Номінація |        |
| 2015 | 1-а Премія Fashionista                                  | Краща мода на телебаченні                                      | «Вона була гарненька»                                | Перемога  | [ 7 ]  |
| 2015 | 34-та Премія MBC драма                                  | Нагорода за високу майстерність (актор мінісеріалу)            | «Вбий мене, Зціли мене», «Вона була гарненька»       | Перемога  | [ 8 ]  |
| 2015 | 34-та Премія MBC драма                                  | Топ-10 зірок                                                   | «Вбий мене, Зціли мене», «Вона була гарненька»       | Перемога  | [ 9 ]  |
| 2015 | 34-та Премія MBC драма                                  | Нагорода за популярність (актор)                               | «Вбий мене, Зціли мене», «Вона була гарненька»       | Перемога  | [ 9 ]  |
| 2015 | 34-та Премія MBC драма                                  | Краща пара разом з Чі Соном                                    | «Вбий мене, Зціли мене»                              | Перемога  |        |
| 2016 | InStyle Star Icon                                       | Кращий актор (драма)                                           | «Вбий мене, Зціли мене», «Вона була гарненька»       | Номінація |        |
| 2016 | 11-та Премія «Max Movie»                                | Кращий новий актор                                             | «Хроніки зла»                                        | Номінація |        |
| 2016 | 21-а Премія «Chunsa Film Art»                           | Кращий новий актор                                             | «Хроніки зла»                                        | Номінація |        |
| 2016 | 52-га Премія мистецтв Пексан                            | Кращий новий актор фільму                                      | «Хроніки зла»                                        | Номінація |        |
| 2016 | 1-а Премія «tvN 10»                                     | Король романтичної комедії                                     | «Відьомська любов»                                   | Номінація |        |
| 2017 | 26-та Премія «Buil Film»                                | Кращий новий актор                                             | «Бігуни опівночі»                                    | Номінація |        |
| 2017 | 54-та Премія Великий дзвін                              | Кращий новий актор                                             | «Бігуни опівночі»                                    | Перемога  | [ 10 ] |
| 2017 | 37-ма Премія Корейської асоціації кінокритиків          | Кращий новий актор                                             | «Бігуни опівночі»                                    | Перемога  | [ 11 ] |
| 2017 | 1-а Сеульська премія                                    | Кращий новий актор фільму                                      | «Бігуни опівночі»                                    | Номінація | [ 12 ] |
| 2017 | 2-а Премія азійський артист                             | Fabulous Award                                                 | «Боротьба за свій шлях»                              | Перемога  | [ 13 ] |
| 2017 | 2-а Премія азійський артист                             | Best Star Award                                                | «Боротьба за свій шлях»                              | Перемога  | [ 13 ] |
| 2017 | 6-та Премія Корейської асоціації кіноакторів            | Популярна зірка                                                | «Бігуни опівночі»                                    | Перемога  | [ 14 ] |
| 2017 | 31-а Премія KBS драма                                   | Нагорода за високу майстерність (актор)                        | «Боротьба за свій шлях» «Хваран: Молоді поети воїни» | Номінація | [ 15 ] |
| 2017 | 31-а Премія KBS драма                                   | Нагорода за високу майстерність (актор середньотривалої драми) | «Хваран: Молоді поети воїни»                         | Номінація | [ 15 ] |
| 2017 | 31-а Премія KBS драма                                   | Нагорода за високу майстерність (актор мінісеріалу)            | «Боротьба за свій шлях»                              | Перемога  | [ 15 ] |
| 2017 | 31-а Премія KBS драма                                   | Нагорода «Netizen» — Чоловіки                                  | «Боротьба за свій шлях»                              | Перемога  | [ 15 ] |
| 2017 | 31-а Премія KBS драма                                   | Краща пара разом з Кім Чі Вон                                  | «Боротьба за свій шлях»                              | Перемога  | [ 15 ] |
| 2018 | 9-та Премія Корейської асоціації кінорепортерів (KOFRA) | Кращий новий актор                                             | «Бігуни опівночі»                                    | Перемога  | [ 16 ] |
| 2018 | 54-та Премія мистецтв Пексан                            | Кращий актор телебачення                                       | «Боротьба за свій шлях»                              | Номінація | [ 17 ] |
| 2018 | 23-тя Премія «Chunsa Film Art»                          | Кращий новий актор                                             | «Бігуни опівночі»                                    | Номінація | [ 18 ] |
| 2018 | KBS WORLD Global Fan Awards                             | Краща пара разом з Кім Чі Вон                                  | «Боротьба за свій шлях»                              | Перемога  | [ 19 ] |
| 2018 | 13-та Сеульська міжнародна премія драми                 | Видатний Корейський актор                                      | «Боротьба за свій шлях»                              | Перемога  | [ 20 ] |
| 2018 | 11-та Премія корейської драми                           | Нагорода за високу майстерність (актор)                        | «Що не так з секретарем Кім»                         | Номінація | [ 21 ] |
| 2018 | 6-та Премія «Зірок МААТР»                               | Нагорода за високу майстерність (актор мінісеріалу)            | «Що не так з секретарем Кім»                         | Перемога  | [ 22 ] |
| 2018 | 6-та Премія «Зірок МААТР»                               | Премія K-Star                                                  | «Що не так з секретарем Кім»                         | Номінація | [ 23 ] |